# كينيث ستيفنسون
كينيث ستيفنسون (بالإنجليزية: Kenneth Stevenson)‏ هو سياسي بريطاني، ولد في 9 نوفمبر 1949 في إدنبرة في المملكة المتحدة، وتوفي في 12 يناير 2011. انتخب Bishop of Portsmouth (Anglican) ‏ وانتخب أسقف.